# Hinterland (serie televisiva)
Hinterland è una serie televisiva britannica, trasmessa dal 23 ottobre 2013 sul canale S4C in lingua gallese e dal 2014 su BBC One Wales in inglese con brevi passi in gallese. Nel Regno Unito, è andata in onda con il nome bilingue di Hinterland — Y Gwyll; la componente gallese del nome significa letteralmente "il crepuscolo".
In Italia la prima stagione della serie è andata in onda in quattro parti della durata di 90 minuti circa ciascuna dal 12 marzo al 14 maggio 2017 su Giallo. La seconda è stata trasmessa per intero (cinque parti) il 29 luglio 2017 e la terza (quattro parti) il 1º agosto 2017 da Netflix.

## Trama
L'ispettore capo Tom Mathias viene trasferito ad Aberystwyth, un paesino di campagna in Galles.

## Episodi
| Stagione         | Episodi | Prima TV Galles | Prima TV Italia |
| ---------------- | ------- | --------------- | --------------- |
| Prima stagione   | 8       | 2013            | 2017            |
| Seconda stagione | 9       | 2015            | 2017            |
| Terza stagione   | 8       | 2016            | 2017            |

## Premi e riconoscimenti
Dal 2014 la serie televisiva e i suoi attori sono stati nominati per alcuni premi ad eventi importanti come BAFTA Awards, Monte-Carlo TV Festival e Royal Television Society.
Il totale dei premi vinti è 6 su 11 nomination: 1 premio per la serie televisiva, 1 per il protagonista Richard Harrington, 1 per Mali Harries, 1 per Richard Stoddard, 1 per Marc Evans e 1 per Jeff Murphy.
- 2014 - BAFTA Awards
  - Miglior cinematografia in una serie televisiva drammatica a Richard Stoddard
  - Miglior regista di una fiction a Marc Evans
  - Miglior sceneggiatore a Jeff Murphy
  - Nomination per il Miglior attore televisivo a Richard Harrington
  - Nomination per la Miglior attrice televisiva a Mali Harries
  - Nomination per il Miglior editor a Mali Evans
  - Nomination per i Migliori costumi a Ffion Elinor
  - Nomination per la Miglior serie televisiva drammatica
- 2014 - Monte-Carlo TV Festival
  - Nomination per il Miglior attore in un film TV a Richard Harrington
- 2015 - BAFTA Awards
  - Miglior attore televisivo a Richard Harrington
  - Nomination per la Miglior attrice televisiva a Mali Harries
  - Nomination per la Miglior serie televisiva drammatica
- 2016 - BAFTA Awards
  - Miglior serie televisiva drammatica
  - Miglior attrice televisiva a Mali Harries
  - Nomination per il Miglior regista di una fiction a Gareth Bryn
  - Nomination per il Miglior attore televisivo a Richard Harrington
- 2016 - Royal Television Society
  - Nomination per la Miglior fotografia in una serie televisiva drammatica a Stuart Biddlecombe